# Fulvifomes
Fulvifomes is een geslacht van schimmels behorend tot de familie Hymenochaetaceae. De typesoort is Fulvifomes robiniae. Deze soort is later heringedeeld naar het geslacht Phellinus als Phellinus robiniae.

## Soorten
Volgens Index Fungorum telt het geslacht 31 soorten (peildatum december 2022):
| Soortnaam                   | Auteur(s)                                             | Publicatiejaar |
| --------------------------- | ----------------------------------------------------- | -------------- |
| Fulvifomes cambodiensis     | L.W. Zhou & W.M. Zhang                                | 2012           |
| Fulvifomes centroamericanus | Y.C. Dai, X.H. Ji & Vlasák                            | 2017           |
| Fulvifomes cesatii          | (Bres.) Y.C. Dai                                      | 2010           |
| Fulvifomes collinus         | (Y.C. Dai & Niemelä) Y.C. Dai                         | 2010           |
| Fulvifomes dracaenicola     | Z.B. Liu & Y.C. Dai                                   | 2021           |
| Fulvifomes durissimus       | (Lloyd) Bondartseva & S. Herrera                      | 1992           |
| Fulvifomes elaeodendri      | Tchotet, M.P.A. Coetzee, Rajchenb. & Jol. Roux        | 2020           |
| Fulvifomes glaucescens      | (Petch) Y.C. Dai                                      | 2010           |
| Fulvifomes hainanensis      | L.W. Zhou                                             | 2014           |
| Fulvifomes halophilus       | T. Hatt., Sakay. & E.B.G. Jones                       | 2014           |
| Fulvifomes imbricatus       | L.W. Zhou                                             | 2015           |
| Fulvifomes indicus          | (Massee) L.W. Zhou                                    | 2014           |
| Fulvifomes inermis          | (Ellis & Everh.) Y.C. Dai                             | 2010           |
| Fulvifomes johnsonianus     | (Murrill) Y.C. Dai                                    | 2010           |
| Fulvifomes kawakamii        | (M.J. Larsen, Lombard & Hodges) T. Wagner & M. Fisch. | 2002           |
| Fulvifomes krugiodendri     | Y.C. Dai, X.H. Ji & Vlasák                            | 2017           |
| Fulvifomes mangrovicus      | (Imazeki) T. Hatt.                                    | 2014           |
| Fulvifomes mcgregorii       | (Bres.) Y.C. Dai                                      | 2010           |
| Fulvifomes membranaceus     | (J.E. Wright & Blumenf.) Baltazar & Gibertoni         | 2010           |
| Fulvifomes merrillii        | (Murrill) Baltazar & Gibertoni                        | 2010           |
| Fulvifomes minisporus       | (B.K. Cui & Y.C. Dai) Y.C. Dai                        | 2010           |
| Fulvifomes nonggangensis    | F.C. Huang, H.F. Zheng & Bin Liu                      | 2021           |
| Fulvifomes rhytiphloeus     | (Mont.) Camp.-Sant. & Robledo                         | 2015           |
| Fulvifomes rigidus          | (B.K. Cui & Y.C. Dai) X.H. Ji & Jia J. Chen           | 2020           |
| Fulvifomes siamensis        | T. Hatt., Sakay. & E.B.G. Jones                       | 2014           |
| Fulvifomes squamosus        | Salvador-Montoya & Drechsler-Santos                   | 2018           |
| Fulvifomes submerrillii     | X.H. Ji & Jia J. Chen                                 | 2020           |
| Fulvifomes thailandicus     | L.W. Zhou                                             | 2015           |
| Fulvifomes tubogeneratus    | F.C. Huang, H.F. Zheng & Bin Liu                      | 2021           |
| Fulvifomes xylocarpicola    | T. Hatt., Sakay. & E.B.G. Jones                       | 2014           |
| Fulvifomes yoroui           | Olou & F. Langer                                      | 2019           |